# Julia Maesa

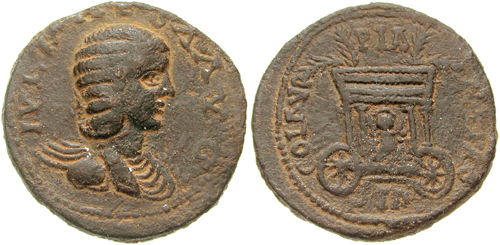
Chân dung Julia Maesa trên một đồng tiền xu từ Sidon. Mặt bên là Astarte.

Julia Maesa (7 tháng 5 năm 165 –ca. 3 tháng 8, 226) là một công dân La Mã và con gái của Gaius Julius Bassianus, thầy tế đạo thờ thần Mặt Trời Heliogabalus, vị thần bảo trợ của Emesa (nay là Homs) ở tỉnh La Mã Syria. Bà ngoại của cả hai Hoàng đế La Mã Elagabalus và Alexander Severus, người đóng một vai trò quan trọng khi đưa Elagabalus lên ngôi ở tuổi mười bốn. Giống như cô em gái Julia Domna, bà là một trong những người phụ nữ quan trọng nhất thâu tóm quyền lực đằng sau ngai vàng của Đế quốc La Mã. Sau cái chết của Caracalla, Julia Maesa đã cứu vãn Triều đại Severus từ tay kẻ soán ngôi Macrinus.
Julia Maesa kết hôn với nhà quý tộc gốc Syria Gaius Julius Avitus Alexianus và có hai cô con gái Julia Soaemias Bassiana và Julia Avita Mamaea là mẹ của hai vị hoàng đế về sau. Sau khi người anh rể Lucius Septimius Severus kế thừa ngôi vị, Julia Maesa đã chuyển đến Roma sống cùng với người em gái của mình. Sau vụ ám sát người cháu là hoàng đế Caracalla và vụ tự tử của Julia Domna, bà buộc phải quay trở lại Syria. Vị hoàng đế mới Macrinus vì thương tình nên đã không trục xuất Julia Maesa mà còn cho phép bà giữ lại tiền bạc để chi dùng.
Sau khi trở lại ở Syria và sở hữu một nguồn tài chính dồi dào, Maesa tham gia vào một âm mưu lật đổ Macrinus và thay thế bằng một người cháu của bà là Elagabalus con trai của Julia Soaemias. Để hợp thức hóa tham vọng này, hai mẹ con đã cho lan truyền tin đồn rằng cậu bé 14 tuổi là con trai ngoài giá thú của Caracalla. Cả hai đều thành công ngoài sức mong đợi, chủ yếu là do Macrinus là có gốc gác mơ hồ mà không có sự kết nối chính trị thích hợp và Elagabalus trở thành hoàng đế.
Để tỏ lòng trung thành và sự ủng hộ của mình, Elagabalus đã tôn vinh Julia Maesa với danh hiệu Augusta avia Augusti (Augusta, bà của Augustus). Cậu bé sớm trở thành một thảm họa khi làm hoàng đế, khinh rẻ các giá trị La Mã với vụ bê bối về hai tôn giáo và tình dục. Ông lấy quyền tự do của mình để kết hôn với một Trinh nữ Vesta (là một trong năm người vợ theo lời đồn trong thời kỳ trị vì bốn năm ngắn ngủi của mình), Julia Maesa quyết định thay thế bằng đứa cháu ngoại mười bốn tuổi Alexander Severus.
Bà đã thuyết phục Elagabalus chấp nhận Alexander là người thừa kế của mình. Ít lâu sau cả hai mẹ con Elagabalus đều bị Cấm vệ quân Praetorian Guard ám sát. Thi thể của cả hai đều bị ném xuống sông Tevere trong sự khinh thường sau khi bị lôi kéo ra khỏi cung điện lê la khắp phố phường. Sự kiện này theo sau một tin đồn rằng Alexander đã chết. Julia Maesa mất vào khoảng năm 226, cũng như cô em gái Domna trước đó, bà được Viện Nguyên lão phong thần.